# Morulaimus geniculatus
Morulaimus geniculatus är en rundmaskart som beskrevs av Sauer 1966. Morulaimus geniculatus ingår i släktet Morulaimus och familjen Belonolaimidae. Inga underarter finns listade i Catalogue of Life.